# Campneuseville
Campneuseville est une commune française située dans le département de la Seine-Maritime en région Normandie.

## Géographie

### Description
Cette commune de l'« Entre-Bray-et-Picardie » est située à 2 km au sud-ouest de Senarpont.
Elle comprend les hameaux de Monchy-le-Preux, Sainfoin, Bérémont, La Grange, La Houssaye et Lomberval.

### Communes limitrophes
| Pierrecourt | Nesle-Normandeuse    |                        |
| Réalcamp    | Campneuseville       | Hodeng-au-Bosc         |
|             | Saint-Martin-au-Bosc | Vieux-Rouen-sur-Bresle |

### Hydrographie
La commune est située dans le bassin Seine-Normandie. Elle n'est drainée par aucun cours d'eau,.

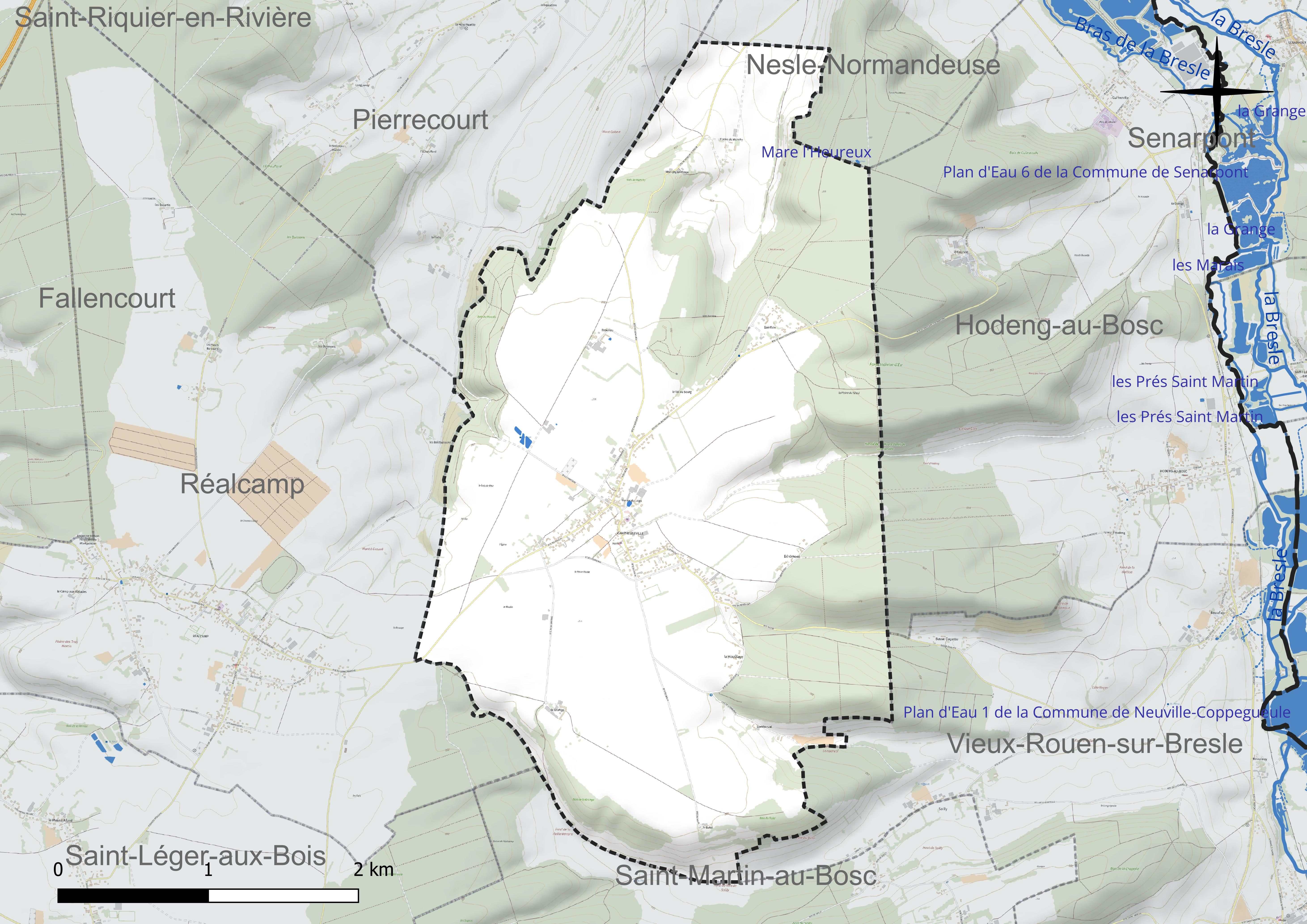
Réseau hydrographique de Campneuseville.

### Climat
Pour des articles plus généraux, voir Climat de la Normandie et Climat de la Seine-Maritime.
En 2010, le climat de la commune est de type climat océanique altéré, selon une étude du CNRS s'appuyant sur une série de données couvrant la période 1971-2000. En 2020, Météo-France publie une typologie des climats de la France métropolitaine dans laquelle la commune est exposée à un climat océanique et est dans la région climatique Côtes de la Manche orientale, caractérisée par un faible ensoleillement (1 550 h/an) ; forte humidité de l’air (plus de 20 h/jour avec humidité relative > 80 % en hiver), vents forts fréquents. Parallèlement le GIEC normand, un groupe régional d’experts sur le climat, différencie quant à lui, dans une étude de 2020, trois grands types de climats pour la région Normandie, nuancés à une échelle plus fine par les facteurs géographiques locaux. La commune est, selon ce zonage, exposée à un « climat contrasté des collines », correspondant au Pays de Bray, bien arrosé et frais.
Pour la période 1971-2000, la température annuelle moyenne est de 9,9 °C, avec une amplitude thermique annuelle de 14,2 °C. Le cumul annuel moyen de précipitations est de 809 mm, avec 13,6 jours de précipitations en janvier et 9,1 jours en juillet. Pour la période 1991-2020, la température moyenne annuelle observée sur la station météorologique la plus proche, située sur la commune d'Oisemont à 13 km à vol d'oiseau, est de 11,1 °C et le cumul annuel moyen de précipitations est de 801,4 mm,. Pour l'avenir, les paramètres climatiques de la commune estimés pour 2050 selon différents scénarios d’émission de gaz à effet de serre sont consultables sur un site dédié publié par Météo-France en novembre 2022.

## Urbanisme

### Typologie
Au 1er janvier 2024, Campneuseville est catégorisée commune rurale à habitat dispersé, selon la nouvelle grille communale de densité à sept niveaux définie par l'Insee en 2022.
Elle est située hors unité urbaine et hors attraction des villes,.

### Occupation des sols
L'occupation des sols de la commune, telle qu'elle ressort de la base de données européenne d’occupation biophysique des sols Corine Land Cover (CLC), est marquée par l'importance des territoires agricoles (63,4 % en 2018), une proportion sensiblement équivalente à celle de 1990 (63,2 %). La répartition détaillée en 2018 est la suivante : 
terres arables (46,5 %), forêts (32 %), prairies (16,9 %), zones urbanisées (3,1 %), milieux à végétation arbustive et/ou herbacée (1,5 %). L'évolution de l’occupation des sols de la commune et de ses infrastructures peut être observée sur les différentes représentations cartographiques du territoire : la carte de Cassini (XVIIIe siècle), la carte d'état-major (1820-1866) et les cartes ou photos aériennes de l'IGN pour la période actuelle (1950 à aujourd'hui).

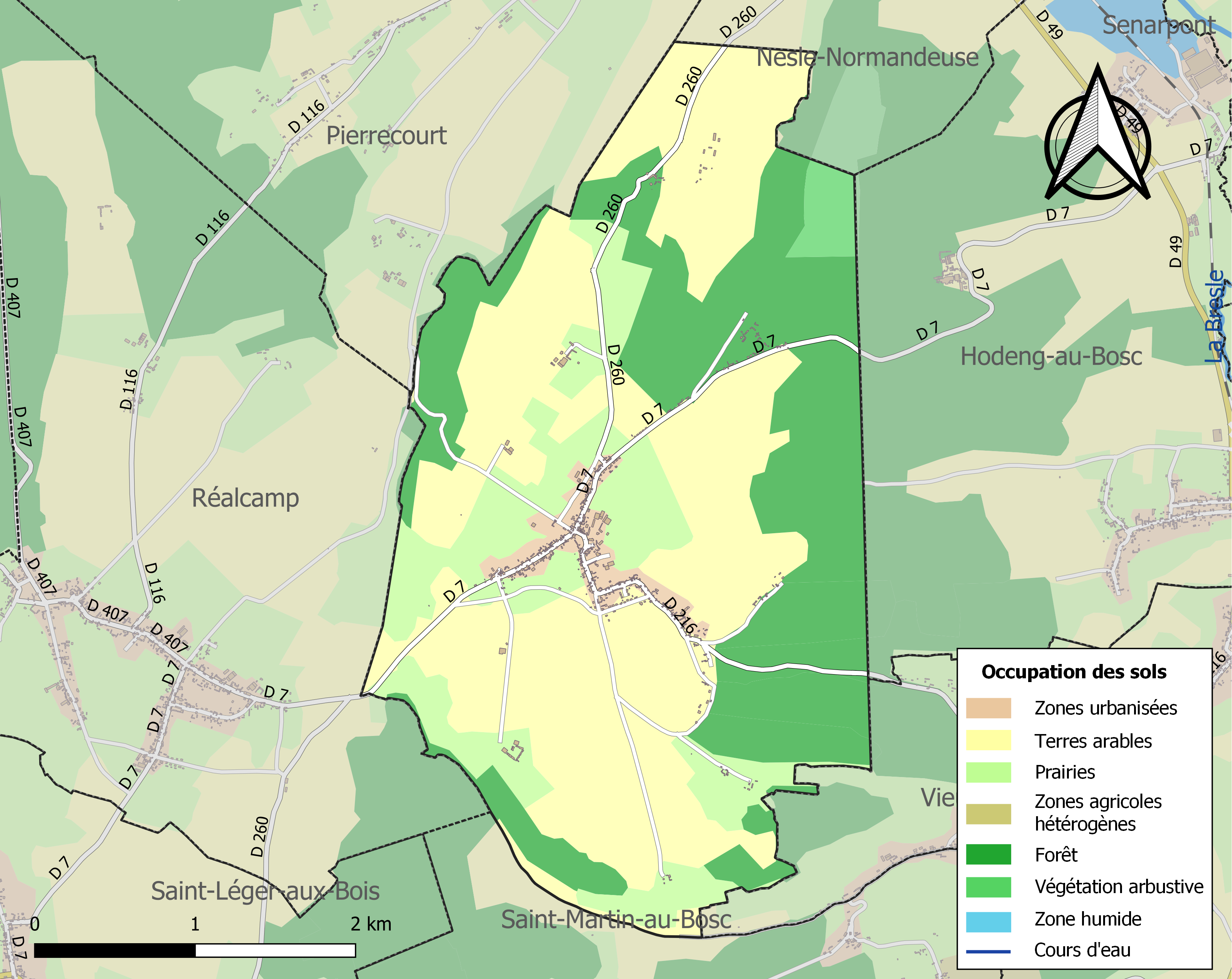
Carte des infrastructures et de l'occupation des sols de la commune en 2018 (CLC).

## Toponymie
Le nom de la localité est attesté sous les formes Campanesia villa en 1156 et 1161, Campeneuseville en 1217, de Campenoisevilla en 1244 (Arch. S.-M., 8 H), de Campenoisevile en 1265 (Arch. S.-M., 8 H), de Campeneisevilla vers 1240, Ecc. Beatae Mariae de Campeneusevilla en 1494 (Arch. S.-M., G 1534), Ecc. Beate Marie de Campneuseville en 1708 (Arch. S.-M., G 1541), Notre-Dame de Campneuseville en 1728 (Arch. S.-M., G 5561), Campeneuseville en 1715 (Frémont), Campneusville en 1757 (Cassini), Campeneuseville en 1788 (Dict.), Campneuseville en 1953.
L'interprétation par « habitation campagnarde », doit être corrigée en « demeure située dans une campagne », c'est-à-dire dans une région de champs ouverts, ce qui correspond en l'espèce à la topographie.[source insuffisante]

## Histoire
Des tuiles et poteries gallo-romaine ont été découvertes sur le territoire communal.
La verrerie de Varimpré fonda au Val-au-Bourg, en 1623, une succursale qui cessa d'exister dès avant 1672.
En 1823, la commune de Campneuseville, instituée par la Révolution française, absorbe celle de Monchy-le-Preux, qui est devenu un des hameaux de la communref name="Cassini"/>e. C'étaient autrefois des paroisses distinctes.
Au cours de la Seconde Guerre mondiale, une piste de V1 est construite à Beaulieu par l'occupant nazi.

## Politique et administration

### Rattachements administratifs et électoraux
Rattachements administratifs
La commune se trouve depuis 1926 dans l'arrondissement de Dieppe du département de la Seine-Maritime.
Elle faisait partie depuis 1802 du canton de Blangy-sur-Bresle. Dans le cadre du redécoupage cantonal de 2014 en France, cette circonscription administrative territoriale a disparu, et le canton n'est plus qu'une circonscription électorale.
Rattachements électoraux
Pour les élections départementales, la commune fait partie depuis 2014 du canton d'Eu.
Pour l'élection des députés, elle fait partie de la sixième circonscription de la Seine-Maritime.

### Intercommunalité
La commune était membre de la communauté de communes de Blangy-sur-Bresle, un établissement public de coopération intercommunale (EPCI) à fiscalité propre créé fin 2001.
Dans le cadre de l'approfondissement de la coopération intercommunale prévu par la loi portant nouvelle organisation territoriale de la République (Loi NOTRe) du 7 août 2015, cette intercommunalité, dont la population était légèrement inférieure au seuil requis de 15 000 habitants, a fusionné avec sa voisine, formant le 1er janvier 2017 la communauté de communes interrégionale Aumale - Blangy-sur-Bresle dont Campneuseville est désormais membre.

### Liste des maires
| Période                                  | Période                    | Identité         | Étiquette | Qualité                                            |
| ---------------------------------------- | -------------------------- | ---------------- | --------- | -------------------------------------------------- |
| 1909                                     | décembre 1920              | Octave Obron     |           |                                                    |
| Les données manquantes sont à compléter. |                            |                  |           |                                                    |
| mars 2001                                | avril 2014                 | Jacques Foulon   | DVD       |                                                    |
| avril 2014                               | En cours (au 10 août 2020) | Patrick Outrebon |           | Exploitant agricole Réélu pour le mandat 2020-2026 |

## Démographie
L'évolution du nombre d'habitants est connue à travers les recensements de la population effectués dans la commune depuis 1793. Pour les communes de moins de 10 000 habitants, une enquête de recensement portant sur toute la population est réalisée tous les cinq ans, les populations de référence des années intermédiaires étant quant à elles estimées par interpolation ou extrapolation. Pour la commune, le premier recensement exhaustif entrant dans le cadre du nouveau dispositif a été réalisé en 2006.

En 2022, la commune comptait 443 habitants, en évolution de −7,71 % par rapport à 2016 (Seine-Maritime : +0,35 %, France hors Mayotte : +2,11 %).
| 1793 | 1800 | 1806 | 1821 | 1831 | 1836 | 1841 | 1846 | 1851 |
| ---- | ---- | ---- | ---- | ---- | ---- | ---- | ---- | ---- |
| 724  | 670  | 993  | 685  | 736  | 745  | 758  | 785  | 771  |

| 1856 | 1861 | 1866 | 1872 | 1876 | 1881 | 1886 | 1891 | 1896 |
| ---- | ---- | ---- | ---- | ---- | ---- | ---- | ---- | ---- |
| 773  | 786  | 808  | 743  | 703  | 705  | 711  | 714  | 655  |

| 1901 | 1906 | 1911 | 1921 | 1926 | 1931 | 1936 | 1946 | 1954 |
| ---- | ---- | ---- | ---- | ---- | ---- | ---- | ---- | ---- |
| 639  | 531  | 519  | 465  | 494  | 475  | 507  | 485  | 510  |

| 1962 | 1968 | 1975 | 1982 | 1990 | 1999 | 2006 | 2011 | 2016 |
| ---- | ---- | ---- | ---- | ---- | ---- | ---- | ---- | ---- |
| 599  | 595  | 572  | 552  | 477  | 485  | 529  | 490  | 480  |

| 2021 | 2022 | - | - | - | - | - | - | - |
| ---- | ---- | - | - | - | - | - | - | - |
| 454  | 443  | - | - | - | - | - | - | - |

## Culture locale et patrimoine

### Lieux et monuments
- Église Notre-Dame : édifice de brique du début du XXe siècle, qui remplace l'église antérieure du XVIe siècle, détruite lors de la Première Guerre mondiale. La nef était du XVIe siècle avec des bas-côtés ajoutés en 1825-1830. Son impressionnant clocher, rénové en 1876, comporte 70 marches qui permettent d'accéder à deux cloches monumentales[27].

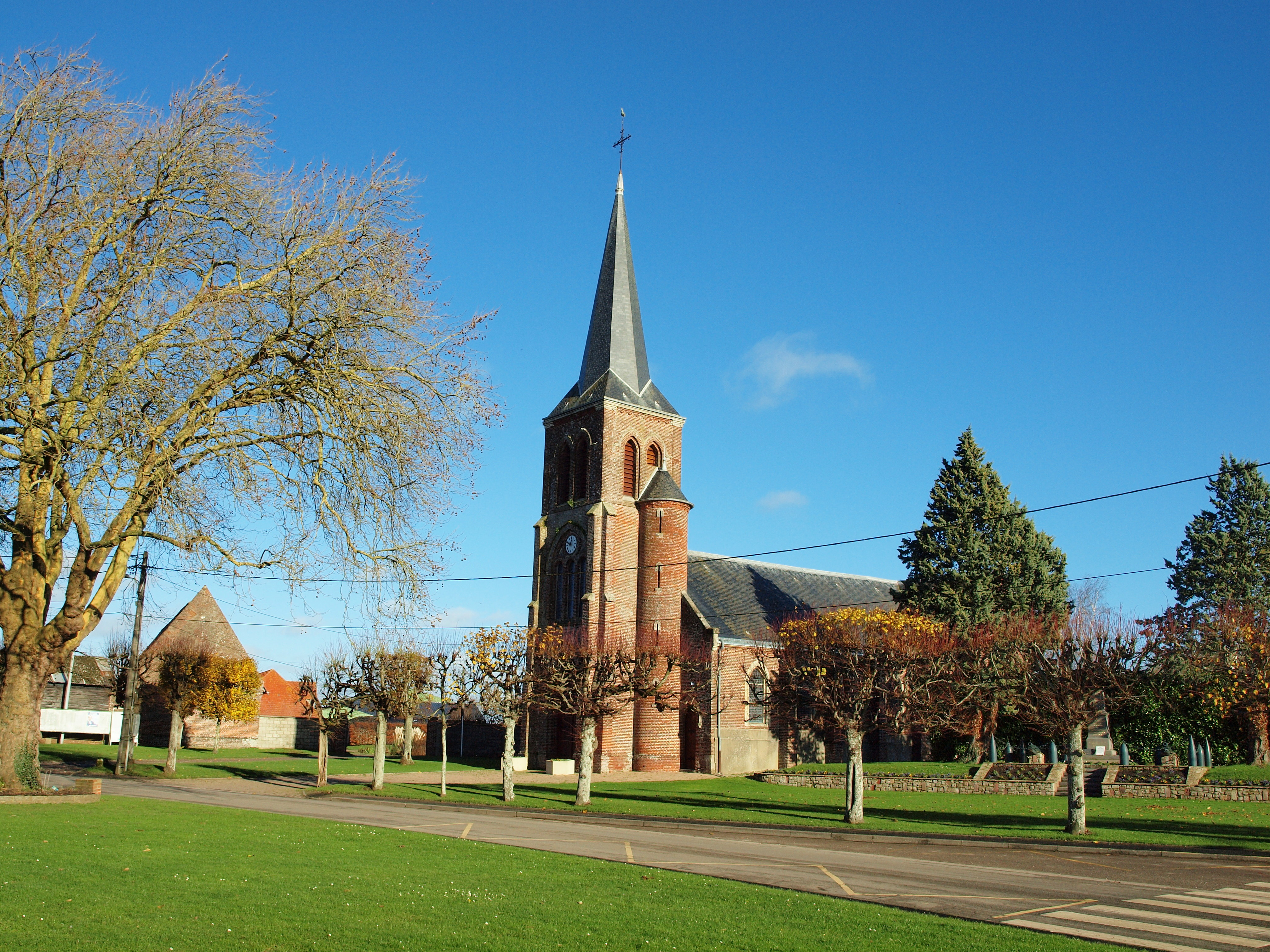
Église Notre-Dame.
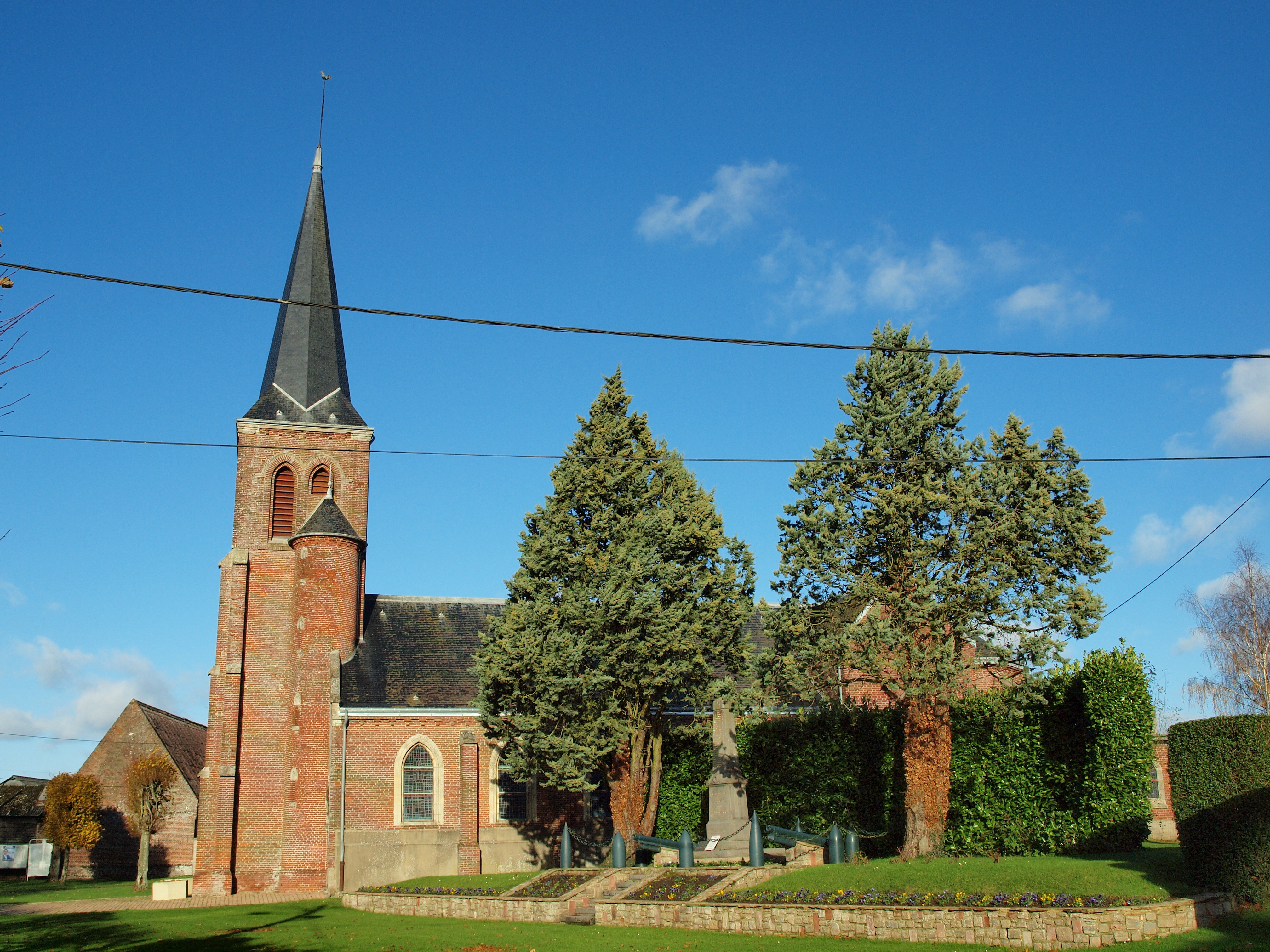
Le monument aux morts.
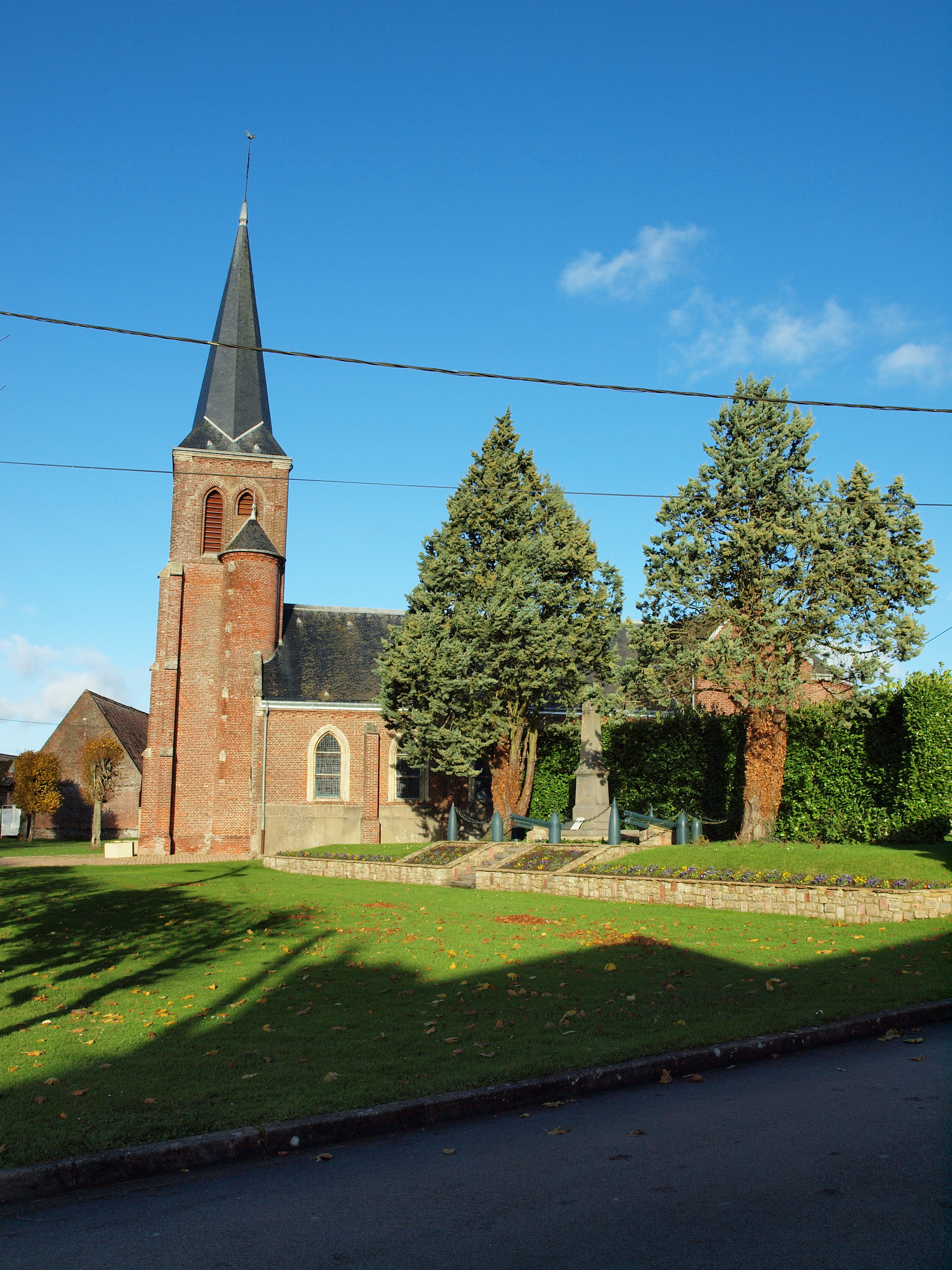
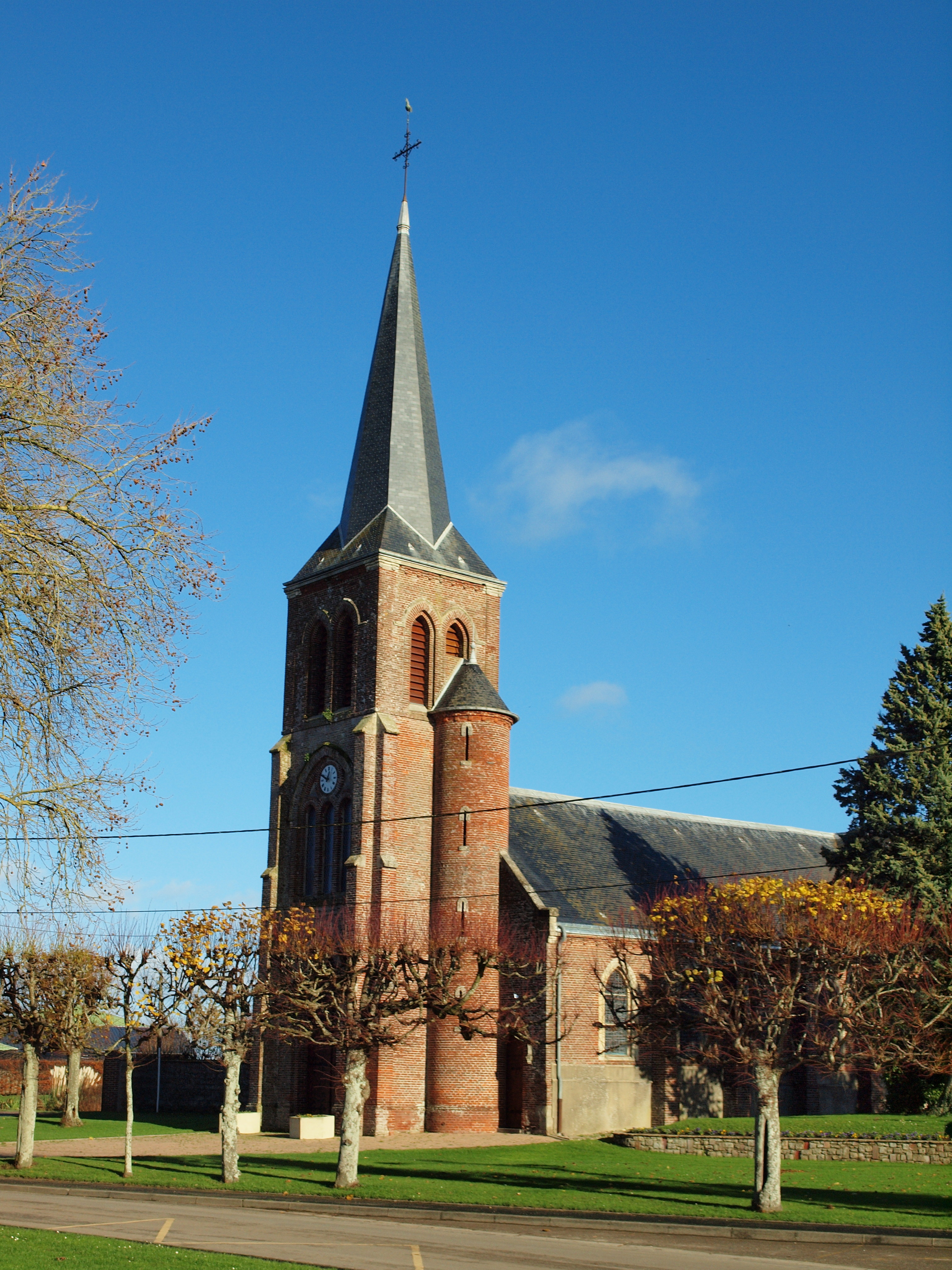

- Chapelle du Sainfoin : édifice de brique de la fin du XIXe siècle (1876), édifié par les maîtres-verriers de la vallée de la Bresle. La chapelle fut érigée au lieu-dit le Sainfoin, sur le chemin entre le village et les verreries. La façade est une représentation mythifiée de la grotte de Lourdes avec une maçonnerie en débris de fours verriers.

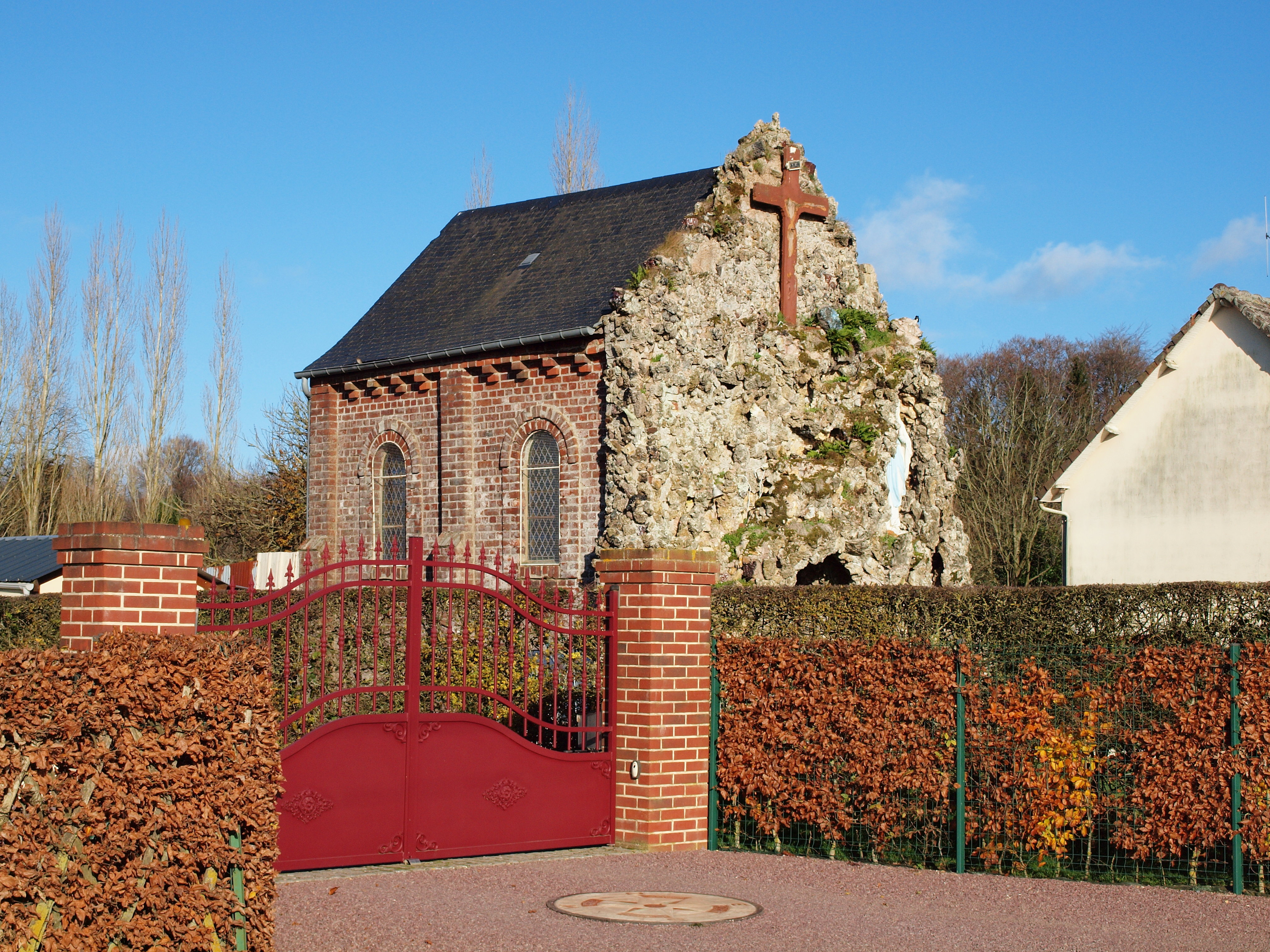
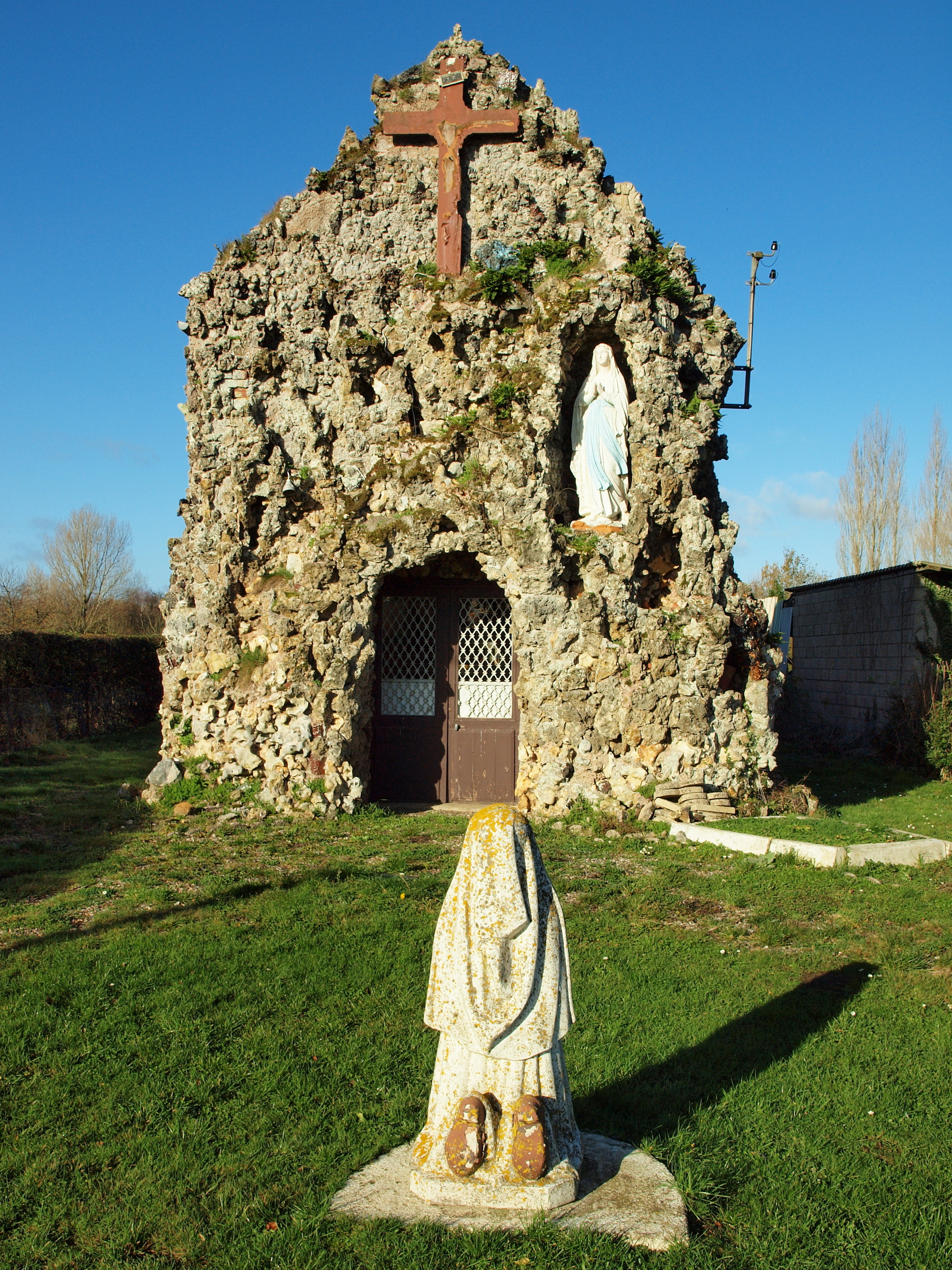
La chapelle du Sainfoin.
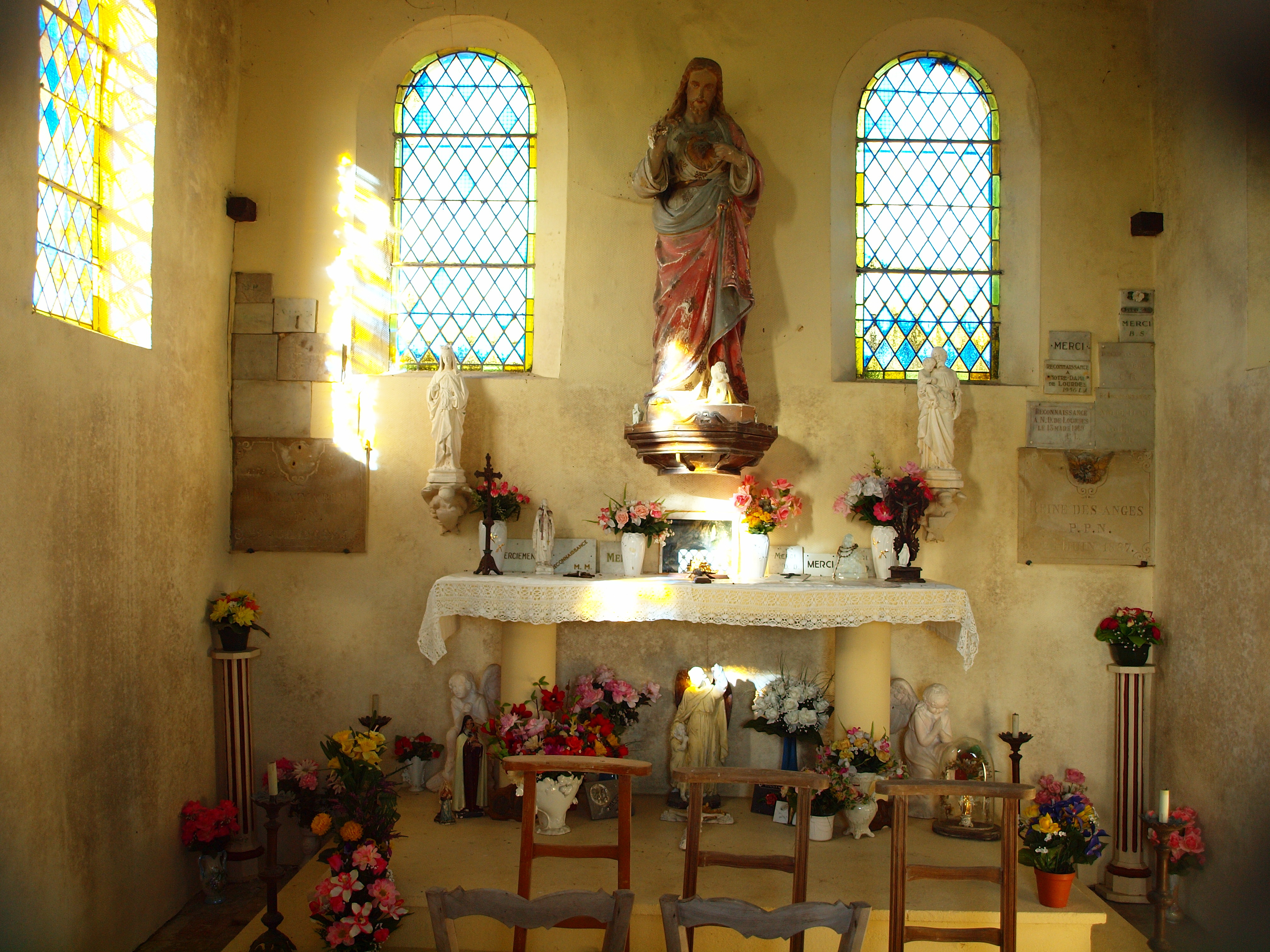

- Piste lourde des V1 à Beaulieu[20].

### Personnalités liées à la commune
- André Genty (1887-1969), homme politique.